# Carlotta di Borbone-Parma
Maria Carlotta Ferdinanda Teresa Anna Giuseppa Giovanna Luisa Vincenza Rosalia di Borbone-Parma (Parma, 1º settembre 1777 – Roma, 6 aprile 1813) fu una principessa di Parma, Piacenza e Guastalla.
Era la quarta figlia (la terza femmina) del duca Ferdinando I di Parma, Piacenza e Guastalla e della principessa austriaca Maria Amalia d'Austria, non si sposò mai e fu religiosa domenicana nel monastero di Colorno, da lei fondato, e poi in quello romano dei Santi Domenico e Sisto.

## Biografia

Johann Zoffany, Ritratto dei principi di Parma, olio su tela, 1778, Kunsthistorisches Museum

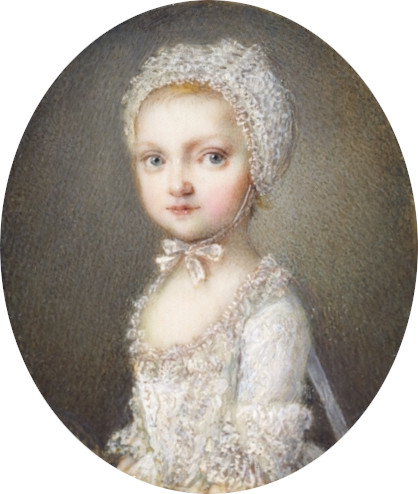
Anonimo, Miniatura della principessa Maria Carlotta di Borbone infante, acquerello su avorio, 1779, Hofburg di Vienna

### Infanzia
Era la quarta figlia del duca Ferdinando I di Parma e dell'arciduchessa Maria Amalia. Le furono imposti i nomi di Maria Carlotta Teresa Anna, i suoi padrini erano Ferdinando I delle Due Sicilie e Luigi XVI di Francia, le sue madrine erano le sorelle della madre, Maria Carolina e Maria Antonietta. I suoi nonni materni erano Maria Teresa d'Austria e Francesco I di Lorena, sua nonna paterna era Luisa Elisabetta di Borbone-Francia, figlia di Luigi XV di Francia; era quindi metà austriaca e metà francese. Crebbe tra il  Palazzo di Colorno, il Palazzo del Giardino e il Casino dei Boschi di Sala Baganza, dove sua madre amava passare giornate intere.

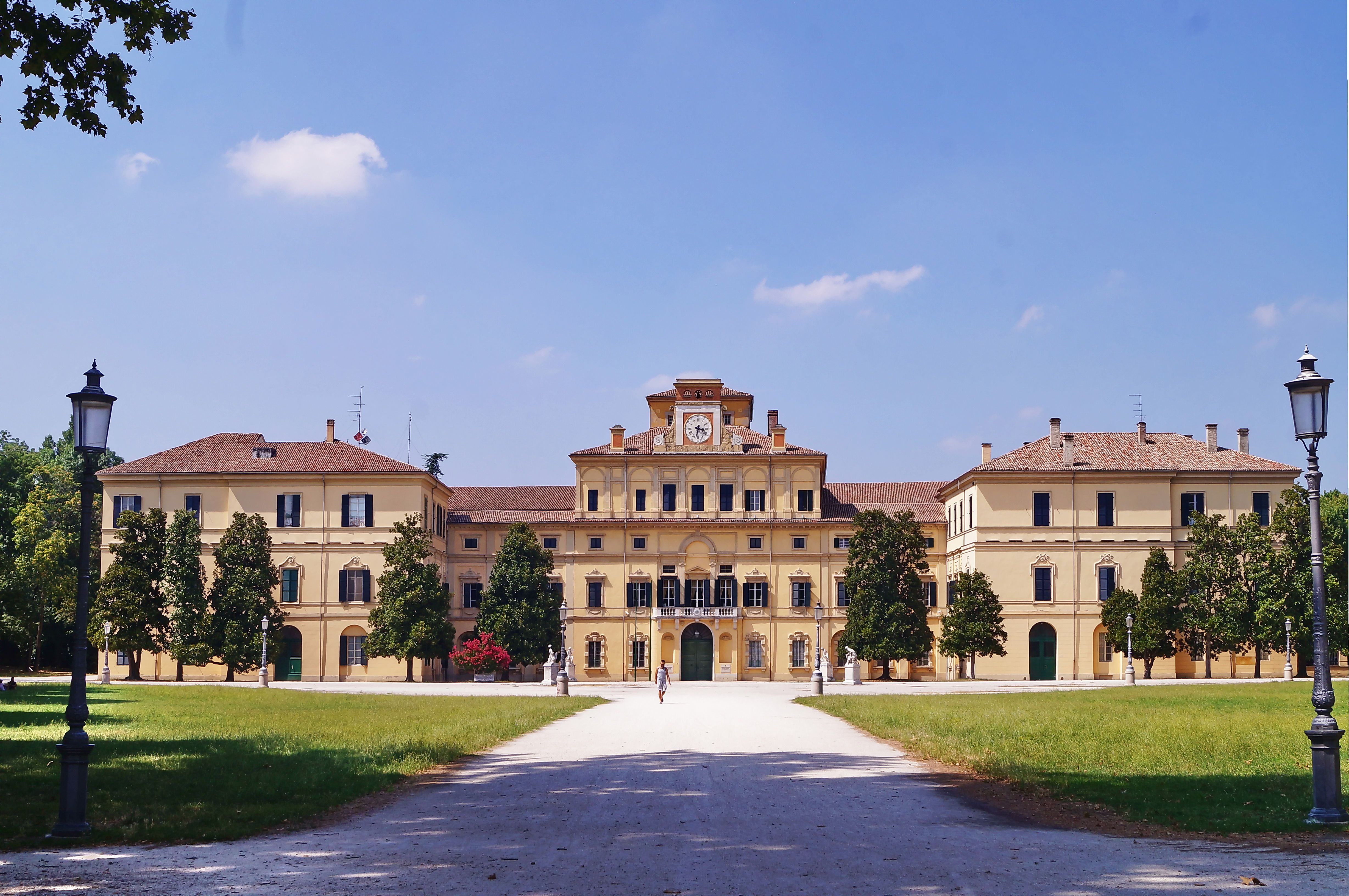
Il Palazzo del Giardino, dove Maria Carlotta visse dal 1777 al 1784.

Al momento della sua nascita era quarta nella linea di successione al trono parmense, la sua nascita suscitò molto scaplore perché sua madre, l'Arciduchessa Maria Amalia d'Austria, aveva avuto solo un figlio maschio ma due figlie femmine e, quando si scoprì che era nata una bambina, ci fu molta delusione da parte dell'Imperatrice d'Austria Maria Teresa, nonna di Carlotta, e da parte del padre di Carlotta, Ferdinando, mentre invece sua madre era ben felice della nascita di una bambina. Passava con lei maggior tempo possibile, per questo Maria Carlotta crebbe felice e sana, ma come sua sorella Carolina, durante la crescita divenne malinconica.
Maria Carlotta e sua sorella Maria Antonia ebbero come istitutrice la marchesa Carlotta Lalatta-Cristiani; la marchesa insegnò alle due principesse l'inglese, lo spagnolo, il francese e dedicava molte ore alla storia, la geografia e lo studio del cerimoniale di corte. 
Nel 1792 sua sorella Carolina si sposò, seguita da Ludovico nel 1795, mentre la sorella Antonia partì per Roma, seguita da Cristina che parti per Praga.
Aveva un talento per la pittura, e insieme alla sorella Antonia ebbe come insegnante di pittura Domenico Muzzi; affezionata moltissimo alla madre, non vedeva quasi mai il padre perché lontano per battute di caccia o scappatelle sulle montagne.

### Possibile matrimonio

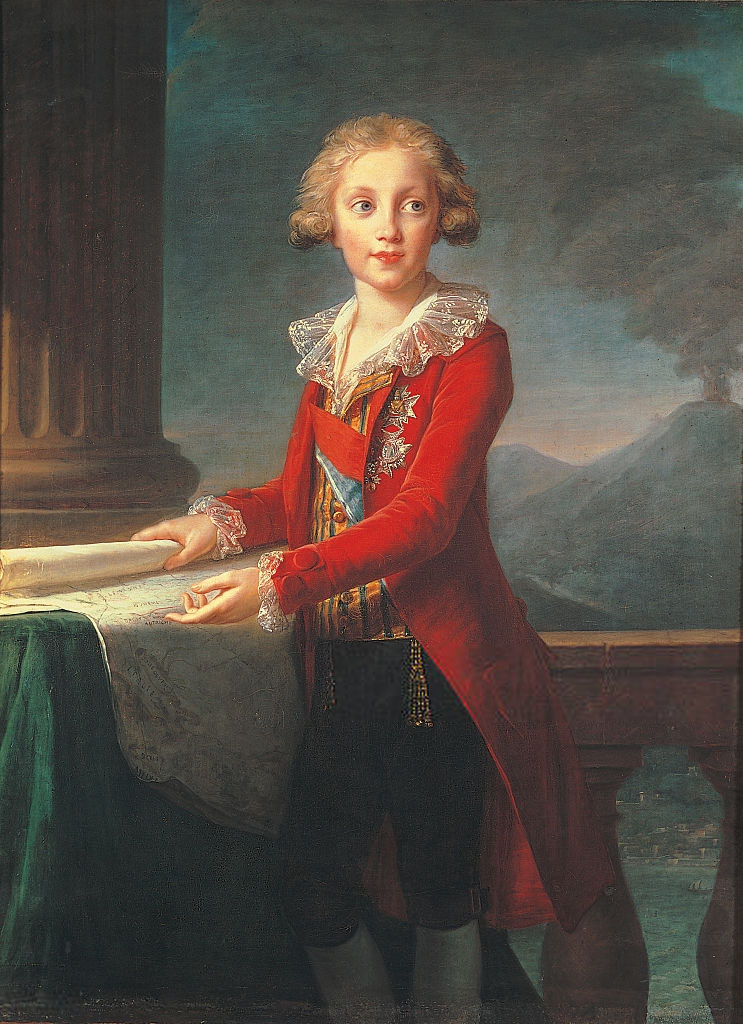
Francesco I di Borbone-Napoli, possibile marito di Maria Carlotta, ritratto da Elisabeth Vigée-Lebrun.

Progetti matrimoniali per Maria Carlotta erano stati organizzati: sua madre e sua zia Maria Carolina si erano accordate sul fatto che il figlio di Maria Carolina, Francesco, avrebbe chiesto la mano di Carlotta quando questa avrebbe compiuto diciotto anni. 
Maria Carlotta era felice ed emozionata perché quest'unione le avrebbe conferito un rango superiore rispetto a quello di sua sorella Carolina, che era principessa ereditaria di Sassonia, e di Ludovico, principe di Piacenza (Re d'Etruria dal 1801): sarebbe stata infatti regina delle Due Sicilie.
Francesco e Carlotta avrebbero dovuto incontrarsi a Napoli nel 1795 ma quest'ultima non ebbe il coraggio di presentarsi e, non credendo di reggere il peso della corona, convinse la madre ad annullare il matrimonio. Per la zia di Carlotta, Carolina, non fu un problema, anche perché c'erano altre possibili candidate al matrimonio. Per questo a Maria Carlotta si aprirono le porte del convento.

### Domenicana a Parma
A venti anni prese i voti col nome di suor Giacinta Domenica ed entrò nel Monastero di Colorno. Visse tra il Palazzo Reale di Colorno e il monastero. 
Nel 1802 suo padre Ferdinando morì, nello stesso anno sua madre venne esiliata a Praga con lei, Antonia e Cristina; da allora, Maria Carlotta lasciò la carica di priora e rimase nel castello di Praga con la madre e le sorelle fino al 1806, quando la madre morì.
Nel 1805 l'esercito napoleonico invase nuovamente l'ex ducato di Parma, Piacenza e Guastalla; Maria Carlotta fu avvisata per ultima dell'arrivo dell'esercito francese e, insieme ad altre domenicane, scappò a Roma. Partì l'otto giugno del 1805 e arrivò il venti giugno, non fu riconosciuta e le fu permesso di entrare nello Stato Pontificio e, sotto protezione di Papa Pio VII, si rifugiò nel Convento dei Santi Domenico e Sisto, dove più tardi accolse la cognata Maria Luisa di Borbone-Spagna, vedova del fratello Ludovico.

### Ultimi anni e morte
Nel 1811 la sua salute malferma divenne più fragile, soffriva di raffreddori continui ed era malata di cancro. Si riprese più volte da influenze che per la sua salute avrebbero potuto essere letali. Si ammalò di febbre e polmonite nel 1825 e morì nel 1826, all'età di 49 anni. Avrebbe voluto essere seppellita a Parma, nella Chiesa di Santa Maria della Steccata, dove riposavano suo padre, i suoi parenti italiani e i suoi fratelli più piccoli morti in fasce, Filippo, Maria Elisabetta, Maria Giuseppina, Maria Enrichetta, Maria Antonietta e Maria Luisa, ma le sue volontà non furono rispettate, e venne seppellita nella Chiesa dei Santi Domenico e Sisto a Roma.
Come altre nobildonne della sua famiglia, fece parte dell'Ordine della regina Maria Luisa.

## Ascendenza
|                                     |                    |                                               | Genitori                              |  |  | Nonni |  |  | Bisnonni            |  |  | Trisnonni              |  |
|                                     |                    |                                               |                                       |  |  |       |  |  | Filippo V di Spagna |  |  | Luigi, il Gran Delfino |  |
|                                     |                    |                                               |                                       |  |  |       |  |  | Filippo V di Spagna |  |  | Luigi, il Gran Delfino |  |
|                                     |                    | Maria Anna Vittoria di Baviera                |                                       |  |  |       |  |  | Filippo V di Spagna |  |  |                        |  |
| Filippo I di Parma                  |                    |                                               |                                       |  |  |       |  |  | Filippo V di Spagna |  |  |                        |  |
|                                     |                    | Elisabetta Farnese                            | Odoardo II Farnese                    |  |  |       |  |  |                     |  |  |                        |  |
|                                     |                    | Elisabetta Farnese                            | Odoardo II Farnese                    |  |  |       |  |  |                     |  |  |                        |  |
|                                     |                    | Elisabetta Farnese                            | Dorotea Sofia di Neuburg              |  |  |       |  |  |                     |  |  |                        |  |
| Ferdinando I di Parma               |                    | Elisabetta Farnese                            |                                       |  |  |       |  |  |                     |  |  |                        |  |
|                                     |                    | Luigi XV di Francia                           | Luigi di Borbone-Francia              |  |  |       |  |  |                     |  |  |                        |  |
|                                     |                    | Luigi XV di Francia                           | Luigi di Borbone-Francia              |  |  |       |  |  |                     |  |  |                        |  |
|                                     |                    | Luigi XV di Francia                           | Maria Adelaide di Savoia              |  |  |       |  |  |                     |  |  |                        |  |
| Luisa Elisabetta di Borbone-Francia |                    | Luigi XV di Francia                           |                                       |  |  |       |  |  |                     |  |  |                        |  |
|                                     |                    | Maria Leszczyńska                             | Stanislao Leszczyński                 |  |  |       |  |  |                     |  |  |                        |  |
|                                     |                    | Maria Leszczyńska                             | Stanislao Leszczyński                 |  |  |       |  |  |                     |  |  |                        |  |
|                                     |                    | Maria Leszczyńska                             | Caterina Opalińska                    |  |  |       |  |  |                     |  |  |                        |  |
| Carlotta di Borbone-Parma           |                    | Maria Leszczyńska                             |                                       |  |  |       |  |  |                     |  |  |                        |  |
|                                     | Leopoldo di Lorena | Carlo V di Lorena                             |                                       |  |  |       |  |  |                     |  |  |                        |  |
|                                     | Leopoldo di Lorena | Carlo V di Lorena                             |                                       |  |  |       |  |  |                     |  |  |                        |  |
|                                     | Leopoldo di Lorena | Eleonora Maria Giuseppina d'Austria           |                                       |  |  |       |  |  |                     |  |  |                        |  |
| Francesco I di Lorena               | Leopoldo di Lorena |                                               |                                       |  |  |       |  |  |                     |  |  |                        |  |
|                                     |                    | Elisabetta Carlotta di Borbone-Orléans        | Filippo I di Borbone-Orléans          |  |  |       |  |  |                     |  |  |                        |  |
|                                     |                    | Elisabetta Carlotta di Borbone-Orléans        | Filippo I di Borbone-Orléans          |  |  |       |  |  |                     |  |  |                        |  |
|                                     |                    | Elisabetta Carlotta di Borbone-Orléans        | Elisabetta Carlotta del Palatinato    |  |  |       |  |  |                     |  |  |                        |  |
| Maria Amalia d'Asburgo-Lorena       |                    | Elisabetta Carlotta di Borbone-Orléans        |                                       |  |  |       |  |  |                     |  |  |                        |  |
|                                     |                    | Carlo VI d'Asburgo                            | Leopoldo I d'Asburgo                  |  |  |       |  |  |                     |  |  |                        |  |
|                                     |                    | Carlo VI d'Asburgo                            | Leopoldo I d'Asburgo                  |  |  |       |  |  |                     |  |  |                        |  |
|                                     |                    | Carlo VI d'Asburgo                            | Eleonora del Palatinato-Neuburg       |  |  |       |  |  |                     |  |  |                        |  |
| Maria Teresa d'Austria              |                    | Carlo VI d'Asburgo                            |                                       |  |  |       |  |  |                     |  |  |                        |  |
|                                     |                    | Elisabetta Cristina di Brunswick-Wolfenbüttel | Luigi Rodolfo di Brunswick-Lüneburg   |  |  |       |  |  |                     |  |  |                        |  |
|                                     |                    | Elisabetta Cristina di Brunswick-Wolfenbüttel | Luigi Rodolfo di Brunswick-Lüneburg   |  |  |       |  |  |                     |  |  |                        |  |
|                                     |                    | Elisabetta Cristina di Brunswick-Wolfenbüttel | Cristina Luisa di Oettingen-Oettingen |  |  |       |  |  |                     |  |  |                        |  |
|                                     |                    | Elisabetta Cristina di Brunswick-Wolfenbüttel |                                       |  |  |       |  |  |                     |  |  |                        |  |

## Titoli e trattamento
- 1º settembre 1777 - 2 maggio 1797 Sua Altezza Reale la principessa Maria Carlotta di Parma, Principessa di Parma, Piacenza e Guastalla, infanta di Spagna.
- 2 maggio 1797 - 5 aprile 1826 Sua Altezza Reale la principessa Maria Carlotta di Parma, principessa di Parma, Piacenza e Guastalla, Infanta di Spagna, Principessa-badessa del capitolo delle nobili dame di Parma.